# Шер (футбольный клуб)
«Шер» («Шер-Ак-Дан») — ныне не существующий киргизский футбольный клуб, представлявший Бишкек. В 2006-2010 годах выступал в Высшей лиге Кыргызстана.

## История
Основан в 2002 году. В 2005 году играл в северной зоне Первой лиги Кыргызстана, став победителем. С 2006 года выступал в Высшей лиге, где был середняком (лучший результат — 5-е место в сезонах-2008 и 2010).
В Кубке Кыргызстана лучшим достижением стал выход в полуфинал в 2006 и 2008 годах, в обоих случаях команда уступала в двухматчевом противостоянии «Дордой-Динамо».
Ряд игроков клуба вызывались в национальную сборную Кыргызстана. Также за «Шер» выступали легионеры — серб Борис Нафал, гвинеец Мэтью Лама, украинец Владимир Яглинский.

## Названия
- 2002-2005, 2007-2010 — «Шер».
- 2006 — «Шер-Ак-Дан».

## Тренеры
- Холковский Олег (2008, до июля)[2]
- Андабеков Толеган (2008, с июля)[3]
- Загид Валиев (2010)[4]

## Таблица выступлений
| Год  | Лига                  | Место   | И  | В  | Н | П  | Мячи  | Бомбардир                             | Кубок |
| ---- | --------------------- | ------- | -- | -- | - | -- | ----- | ------------------------------------- | ----- |
| 2005 | Первая (зона «Север») | 1 из 12 | 22 | 17 | 1 | 4  | 66-15 | Таалай Джуматаев — 21                 | 1/8   |
| 2006 | Высшая (зона «Север») | 4 из 5  | 16 | 6  | 3 | 7  | 24-22 | Таалай Джуматаев — 12                 | 1/2   |
| 2006 | Высшая (Финал)        | 6 из 6  | 10 | 1  | 1 | 8  | 7-26  | Таалай Джуматаев — 12                 | 1/2   |
| 2007 | Высшая                | 7 из 9  | 32 | 11 | 6 | 15 | 53-48 | Айбек Орозалиев — 17                  | 1/8   |
| 2008 | Высшая                | 5 из 9  | 16 | 7  | 2 | 7  | 29-24 | Айбек Орозалиев Андрей Краснов — по 5 | 1/2   |
| 2009 | Высшая                | 6 из 9  | 16 | 6  | 4 | 6  | 21-20 | Владимир Хорошунов — 6                | 1/8   |
| 2010 | Высшая                | 5 из 6  | 20 | 4  | 3 | 13 | 19-58 | Владимир Хорошунов — 8                | 1/4   |